# Records des de Fukushima
Records des de Fukushima (alemany: Grüße aus Fukushima) és un film dramàtic alemany del 2016 dirigit per Doris Dörrie, basat en Hiroshima, Mon Amour d'Alain Resnais. Està disponible amb subtítols en català a través de FilminCAT.

## Argument
Després de la catàstrofe de Fukushima, que va tenir lloc el 2011 a la prefectura homònima, es forma una amistat singular entre una jove activista i una anciana japonesa, l'única geisha supervivent.

## Repartiment
- Rosalie Thomass com a Marie
- Kaori Momoi com a Satomi
- Aya Irizuki com a Toshiko
- Honsho Hayasaka com a Jushoku
- Nami Kamata com a Nami
- Moshe Cohen com a Moshe
- Thomas Lettow com a Jonas
- Nanoko com a Yuki
- Naomi Kamara

## Distribució
Va ser seleccionat per a la secció Panorama del 66è Festival Internacional de Cinema de Berlín. També va ser visionat, entre d'altres, durant el 1r Festival de Cinema Budista de Catalunya i el Festival de Cinema Europeu de Lima, al Perú.

## Recepció

### Crítica
Segons Nando Salvà d'El Periódico, que va valorar-la amb un 2/5, «la predictibilitat del relat es veu accentuada per certa mirada turista a l'exotisme de la cultura japonesa i una voluntat una mica badoca de trobar equivalències entre afliccions d'índole personal i el trauma nacional que Fukushima encarna». En canvi, Karoline Meta Beisel del Süddeutsche Zeitung va escriure que «recorda la persecució d'un ratolí en la didàctica inicial, però també té un diàleg meravellós. L'encontre […] amb l'última geisha de Fukushima no encamina solament Marie, sinó tota la pel·lícula».

### Premis i nominacions
| Any  | Premi                 | Categoria                    | Receptor(s)              | Resultat  | Ref.   |
| ---- | --------------------- | ---------------------------- | ------------------------ | --------- | ------ |
| 2015 | Bayerischer Filmpreis | Millor actriu                | Rosalie Thomass          | Guanyador | [ 16 ] |
| 2016 | Premi Heiner Carow    | -                            | Records des de Fukushima | Guanyador | [ 17 ] |
| 2016 | Deutscher Filmpreis   | Millor pel·lícula            | Records des de Fukushima | Nominat   | [ 18 ] |
| 2016 | Deutscher Filmpreis   | Millor protagonista femenina | Records des de Fukushima | Nominat   | [ 18 ] |